# Mecze reprezentacji Polski w koszykówce mężczyzn prowadzonej przez Aleša Pipana
Zestawienie meczów reprezentacji Polski w koszykówce mężczyzn prowadzonej przez Aleša Pipana:

## Oficjalne mecze międzypaństwowe
| Nr | Przeciwnik           | Miejsce       | Data             | Impreza                      | Wynik (Polska-przeciwnik) | Raport |
| -- | -------------------- | ------------- | ---------------- | ---------------------------- | ------------------------- | ------ |
| 1  | Słowenia             | Ptuj          | 23 lipca 2011    | mecz towarzyski              | 54:69                     |        |
| 2  | Macedonia Północna   | Ptuj          | 25 lipca 2011    | mecz towarzyski              | 57:66                     |        |
| 3  | Izrael               | Nikozja       | 5 sierpnia 2011  | turniej międzynarodowy       | 58:65                     |        |
| 4  | Bułgaria             | Nikozja       | 6 sierpnia 2011  | turniej międzynarodowy       | 64:55                     |        |
| 5  | Włochy               | Nikozja       | 7 sierpnia 2011  | turniej międzynarodowy       | 72:88                     |        |
| 6  | Grecja               | Rimini        | 12 sierpnia 2011 | turniej międzynarodowy       | 50:71                     |        |
| 7  | Włochy               | Rimini        | 13 sierpnia 2011 | turniej międzynarodowy       | 61:67                     |        |
| 8  | Bośnia i Hercegowina | Rimini        | 14 sierpnia 2011 | turniej międzynarodowy       | 87:68                     |        |
| 9  | Izrael               | Tel Awiw-Jafa | 21 sierpnia 2011 | turniej międzynarodowy       | 70:82                     |        |
| 10 | Rosja                | Tel Awiw-Jafa | 23 sierpnia 2011 | turniej międzynarodowy       | 76:80                     |        |
| 11 | Hiszpania            | Poniewież     | 31 sierpnia 2011 | mistrzostwa Europy           | 78:83                     |        |
| 12 | Litwa                | Poniewież     | 1 września 2011  | mistrzostwa Europy           | 77:97                     |        |
| 13 | Portugalia           | Poniewież     | 2 września 2011  | mistrzostwa Europy           | 81:73                     |        |
| 14 | Turcja               | Poniewież     | 4 września 2011  | mistrzostwa Europy           | 84:83                     |        |
| 15 | Wielka Brytania      | Poniewież     | 5 września 2011  | mistrzostwa Europy           | 81:88                     |        |
| 16 | Chiny                | Katowice      | 21 lipca 2012    | mecz towarzyski              | 72:73                     |        |
| 17 | Chiny                | Katowice      | 22 lipca 2012    | mecz towarzyski              | 81:79                     |        |
| 18 | Ukraina              | Sofia         | 24 lipca 2012    | turniej towarzyski           | 61:81                     |        |
| 19 | Bułgaria             | Sofia         | 25 lipca 2012    | turniej towarzyski           | 75:69                     |        |
| 20 | Turcja               | Sofia         | 26 lipca 2012    | turniej towarzyski           | 62:70                     |        |
| 21 | Czarnogóra           | Sopot         | 3 sierpnia 2012  | turniej towarzyski           | 69:75                     |        |
| 22 | Łotwa                | Sopot         | 4 sierpnia 2012  | turniej towarzyski           | 99:74                     |        |
| 23 | Włochy               | Sopot         | 5 sierpnia 2012  | turniej towarzyski           | 66:62                     |        |
| 24 | Turcja               | Bamberg       | 11 sierpnia 2012 | turniej towarzyski           | 95:69                     |        |
| 25 | Niemcy               | Bamberg       | 12 sierpnia 2012 | turniej towarzyski           | 74:78                     |        |
| 26 | Belgia               | Sopot         | 15 sierpnia 2012 | eliminacje mistrzostw Europy | 57:64                     |        |
| 27 | Szwajcaria           | Fryburg       | 18 sierpnia 2012 | eliminacje mistrzostw Europy | 80:66                     |        |
| 28 | Finlandia            | Koszalin      | 21 sierpnia 2012 | eliminacje mistrzostw Europy | 79:81                     |        |
| 29 | Albania              | Tirana        | 24 sierpnia 2012 | eliminacje mistrzostw Europy | 105:67                    |        |
| 30 | Belgia               | Antwerpia     | 30 sierpnia 2012 | eliminacje mistrzostw Europy | 87:73                     |        |
| 31 | Szwajcaria           | Zielona Góra  | 2 września 2012  | eliminacje mistrzostw Europy | 111:67                    |        |
| 32 | Finlandia            | Helsinki      | 5 września 2012  | eliminacje mistrzostw Europy | 96:91                     |        |
| 33 | Albania              | Lublin        | 8 września 2012  | eliminacje mistrzostw Europy | 89:59                     |        |

## Bilans meczów
|                 | zwycięstwa | porażki |
| ogółem          | 15         | 18      |
| dom             | 5          | 4       |
| wyjazd          | 5          | 5       |
| neutralny teren | 5          | 9       |

|                 | zdobyte | stracone |
| ogółem          | 2508    | 2433     |
| dom             | 723     | 634      |
| wyjazd          | 779     | 759      |
| neutralny teren | 1006    | 1040     |